# James Caan
James Caan (New York, 26. ožujka 1940. — Los Angeles, 6. srpnja 2022.), bio je američki filmski, kazališni i televizijski glumac.

## Životopis
Najpoznatija uloga, za koju je dobio i nominaciju za Oscara, mu je ona Sonnyja Corleonea u kultnom filmu Kum. U novije vrijeme glumio je u popularnoj TV seriji Las Vegas.

## Vanjske poveznice
- James Caan u internetskoj bazi filmova IMDb-u (engl.)